# عبدالعظیم ولیان
عبدالعظیم ولیان، (زاده ۱۳۰۴ در تهران – درگذشته ۱۳۷۳ در آمریکا) وزیر تعاون و امور روستاها، وزیر اصلاحات ارضی و مدتی استاندار استان خراسان و نایب‌التولیه آستان قدس رضوی در زمان پهلوی دوم بود.

## زندگی
عبدالعظیم ولیان" در سال ۱۳۰۴ در تهران به دنیا آمد. پدرش "باباً و مادرش "شهربانو" نام داشتند. پس از انجام تحصیلات ابتدایی وارد دبیرستان نظام شد و دانشکده افسری را طی نمود و به درجه افسری رسید، همزمان دوره دانشکده حقوق تهران را نیز به پایان رساند. وی مراحل نظامی را به تدریج گذراند و مدتها آجودان لشکر لرستان و سپاه فارس بود و مدتی نیز در دادگاه‌های نظامی به وکالت اشتغال داشت. در ۱۳۴۱ با درجهٔ سرهنگی به وزارت کشاورزی منتقل شد و ریاست حوزه بازرسی به عهده او قرار گرفت.
سپس ریاست سازمان اصلاحات ارضی را عهده‌دار شد و پس از مدتی کوتاه با حفظ سمت به معاونت وزارت کشاورزی برگزیده شد و از خدمات نظامی به خدمات کشوری منتقل شد. او در زمان ریاست سازمان اصلاحات ارضی مرحله اول و دوم قانون را اجرا کرد. در ۱۳۴۶ وزارت کشاورزی به دو وزارتخانه تقسیم شد و وزارتخانه جدیدی به نام وزارت اصلاحات ارضی به وجود آمد که ولیان در رأس آن قرار گرفت.
در زمانی که رئیس سازمان اصلاحات ارضی بود درجه دکتری خود را در علوم سیاسی دریافت کرد. بعد از آنکه دو وزارتخانه تولیدات کشاورزی و منابع طبیعی منحل شدند قسمت اعظم آن دو وزارتخانه ضمیمه سازمان اصلاحات ارضی شد و نام وزارتخانه به وزارت تعاون و امور روستاها تغییر کرد و عبدالعظیم ولیان در رأس وزارتخانه جدید قرار گرفت. وی مدت شش سال و نیم در رأس این وزارتخانه قرار داشت.

محمدرضا پهلوی و فرح پهلوی و ولیان در حرم امام رضا

ولیان در ۱۶ اردیبهشت ۱۳۵۳ از وزارت تعاون و امور روستاها کنار رفت و به مقام نیابت تولیت آستان قدس رضوی و استانداری خراسان منصوب شد. او در زمان دولت غلامرضا ازهاری توسط دولت نظامی بازداشت شد. عبدالعظیم ولیان در سال ۱۳۷۳ در آمریکا به مرگ طبیعی درگذشت.